# Свети Георги (Старо Нагоричане)
Вижте пояснителната страница за други значения на Свети Георги.
„Свети Великомъченик Георги“ или „Свети Георги“ (на македонска литературна норма: „Свети Георгиј“, „Свети Ѓорѓи“) е исторически православен манастир в село Старо Нагоричане, Северна Македония, основан през XI век. Днес от него е запазена само манастирската църква.

## История
Съществуват предположения, че манастирът е построен от император Роман IV Диоген около 1070 година с намерението там да бъде погребан Прохор Пчински. От оригиналната църква са останали само фасадните стени, направени от добре оформени каменни блокове, арките и много малък фрагмент от фреска на северната стена на наоса. Възобновен е в 1313 година от крал Стефан II Милутин, който в 1318 година организира и зографисването на църквата. Годината 1313 е спомената в надписа, който се намира над западната входна врата, а на друг надпис от югозападната стена на църквата е отбелязано, че тя е изписана в 1317 – 1318 година.
През юли 1330 година оттук на път за Велбъжд минава крал Стефан Дечански. Във възобновената от баща му черква той се моли за мир, тъй като бившият му тъст цар Михаил III Шишман Асен потегля на поход срещу него.
Изглежда след Велбъждската битка в манастира „Свети Георги“ е погребан Михаил Шишман. Основание за това е запазеният в 1916 година надгробен надпис „царь м“ и сведение на сръбския архиепископ Данило, че след битката при Велбъжд тук е погребан цар Михаил Шишман.

## Архитектура
Манастирската църква е под формата на продълговата трикорабна базилика с форма на издължен вписан кръст, а над нея се издигат пет купола, един голям осмостранен поставен в центъра и четири по-малки кубета. Долният дял от зидовите е от дялан камък, а горните дялове са изработени с редене на камък и цигла, при което е постигната една смирена и ефектна колоритност. Олтарната апсида е богато разчленена, отвътре е полукръгла, а отвън петостранна в горния дял. Църквата е запазила първоначалната си олтарна преграда, иконостаса, който е изработен от каменни стълбове, парапетни плочи и орнаментиран архитрав.

## Икони и живопис
Иконостасните икони са изработени във фрескотехника, което е уникално за Македония. Така отляво и отдясно на царските двери, са представени ликовете на Свети Георги и Пресвета Богородица Пелагонитиса.
Фреските са дело на зографите Михаил и Евтихий, автори и на изписването на „Света Богородица Перивлепта“ в Охрид и „Свети Никита“ в Баняне. Надписите на иконите са на гръцки, но в някои от свитъците, държани от изобразените светци, има и старобългарски текстове. Живописта е в палеоложкия стил от XIV век с ясна наративност, но и изразена притаеност, фино стилизиране и отмереност на израза. Впечатляващи са портретите на ктиторите на църквата, крал Стефан Милутин и неговата млада четвърта жена Симонида Палеологина, представени в долната зона на северната стена. Църквата изобилства с образи на светци, сцени от живота, страданията и чудесата на Исус Христос - Разпятие, Път към Голгота, Качване на кръста, Подиграване с Христа, има и портрети на местни светци - Свети Климент Охридски, Свети Йоаким Осоговски, Свети Прохор Пчински.

За изографисването на част от фреските е ползвана специфична техника за рисуване нетипична при направа на другите стенописи в периода. До входната врата е съхранен каменният ктиторски надпис.
- Стенописи от църквата